# Fiat Qubo
Fiat Qubo - мінівени, що вперше були представлені на Женевському автосалоні в 2008 році. Основні конкуренти - Peugeot Bipper Tepee і Citroën Nemo Multispace.  

## Опис

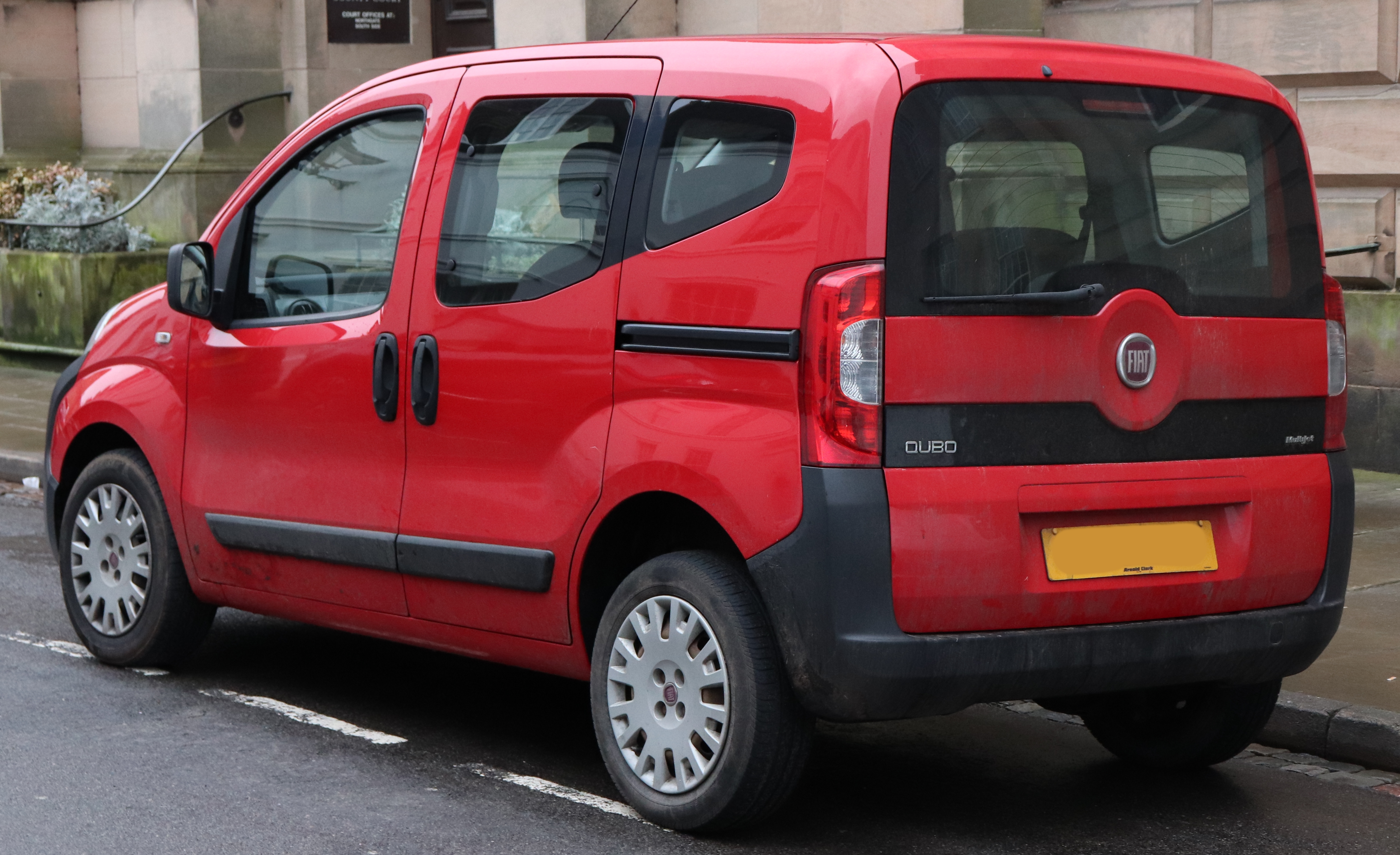
Fiat Qubo (2008-2017)

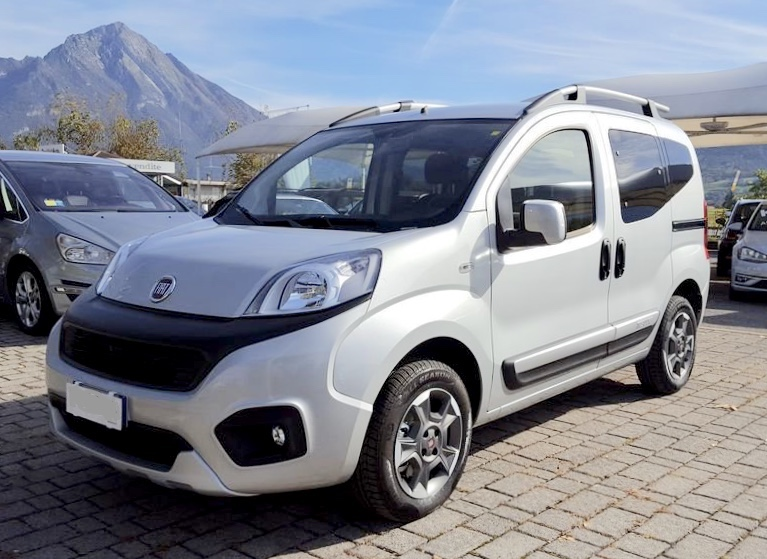
Fiat Qubo (з 2017)

Fiat Qubo має два види двигуна: 1,3-літровий дизельний 75-сильний Multijet та 1,4-літровий 73-сильний бензиновий мотор. Двигуни працюють у парі з 5-ступінчастою МКПП або з 6-ступінчастою АКПП. Турбодизельний мотор у середньому споживає приблизно 4,5 л/100 км, а бензиновий - 7,2 л/100 км. Максимальна швидкість 155км/год. Обидва силові агрегати відповідають екологічним стандартам EURO 4. 

## Двигуни
- Бензиновий

| Двигун        | Об'єм [см3 ] | Потужність [к.с.] ([кВт]) при об/хв | Крутний момент [Нм] при об/хв | Циліндри | Клапанний механізм | Розгін (с) 0-100 км/год | Максимальна швидкість км/год | Витрати пального (л/100 км) середні | Роки виробництва |
| ------------- | ------------ | ----------------------------------- | ----------------------------- | -------- | ------------------ | ----------------------- | ---------------------------- | ----------------------------------- | ---------------- |
| 1.4 8V TU3 JP | 1360         | 73 (54)/5200                        | 118/2600                      | Р4       | ?/8                | 16,2                    | 155                          | 6,9                                 | з 2007           |

- Дизельний

| Двигун          | Об'єм [см3 ] | Потужність [к.с.] ([кВт]) при об/хв | Крутний момент [Нм] при об/хв | Циліндри | Клапанний механізм | Розгін (с) 0-100 км/год | Максимальна швидкість км/год | Витрати пального (л/100 км) середні | Роки виробництва |
| --------------- | ------------ | ----------------------------------- | ----------------------------- | -------- | ------------------ | ----------------------- | ---------------------------- | ----------------------------------- | ---------------- |
| 1.3 Multijet 75 | 1248         | 75 (55)/4000                        | 190/1750                      | Р4       | ?/16               | 16,5                    | 155                          | 4,5                                 | з 2007           |
| 1.3 Multijet 95 | 1248         | 95 (70)/4000                        | 200/1750                      | Р4       | ?/16               | 12,2                    | 170                          | 4,6                                 | з 2010           |

- Газовий

| Двигун                        | Об'єм [см3 ] | Потужність [к.с.] ([кВт]) при об/хв | Крутний момент [Нм] при об/хв | Циліндри | Клапанний механізм | Розгін (с) 0-100 км/год | Максимальна швидкість км/год | Витрати пального (л/100 км) середні | Роки виробництва |
| ----------------------------- | ------------ | ----------------------------------- | ----------------------------- | -------- | ------------------ | ----------------------- | ---------------------------- | ----------------------------------- | ---------------- |
| 1.4 8V Fire Natural Power CNG | 1368         | 77 (57)/6000                        | 115/3000                      | Р4       | ?/8                | 17,5                    | 149                          | 6,9                                 | з 2007           |